# Хромат железа(III)
Хромат железа(III) — неорганическое соединение, 
соль железа и хромовой кислоты с формулой Fe2(CrO4)3,
жёлтые кристаллы,
разлагается под действием воды,
образует кристаллогидраты.

## Получение
- Обменная реакция растворимой соли железа и хромата калия:

{\displaystyle {\mathsf {2FeCl_{3}+3K_{2}CrO_{4}\ {\xrightarrow {}}\ Fe_{2}(CrO_{4})_{3}\downarrow +6KCl}}}

## Физические свойства
Хромат железа(III) образует жёлтые кристаллы.
Не растворяется в воде и этаноле.
Образует кристаллогидраты состава Fe2(CrO4)3•n H2O, где n = 1 и 3.
Fe2(CrO4)3•3H2O образует кристаллы
моноклинной сингонии,
пространственная группа P 21/c,
параметры ячейки a = 1,5802 нм, b = 0,5436 нм, c = 1,4603 нм, β = 108,13°, Z = 4.